# Općinska nogometna liga Labin 1974./75.
Općinska nogometna liga Labin, također i kao Općinsko nogometno prvenstvo Labin; Prvenstvo NSO Labin, i sl., je bila liga sedmog stupnja nogometnog prvenstva Jugoslavije u sezoni 1974./75. 
 
Sudjelovalo je 8 klubova, a prvak je bio klub "Rabac".    

## Ljestvica
| mj. | klub          | ut. | pob | ner | por | gol+ | gol- | bod |
| --- | ------------- | --- | --- | --- | --- | ---- | ---- | --- |
| 1.  | Rabac         | 13  | 10  | 2   | 1   | 31   | 7    | 22  |
| 2.  | Šumber        | 13  | 9   | 2   | 2   | 35   | 14   | 20  |
| 3.  | Radnik Labin  | 13  | 4   | 6   | 3   | 24   | 15   | 14  |
| 4.  | Polet Snašići | 13  | 4   | 5   | 4   | 29   | 21   | 13  |
| 5.  | Učka Čepić    | 13  | 6   | 3   | 4   | 26   | 29   | 13  |
| 6.  | Iskra Vinež   | 13  | 5   | 3   | 5   | 35   | 23   | 12  |
| 7.  | Mladost Labin | 7   | 0   | 2   | 5   | 6    | 34   | 2   |
| 8.  | Plomin        | 13  | 0   | 1   | 12  | 10   | 53   | 1   |

- "Mladost" Labin – odustali nakon jesenskog dijela

## Rezultatska križaljka
| kratica | klub          | ISK | PLO | POL | EAB | RAD | ŠUM | UČKA | MLA |
| --- | ------------- | --- | --- | --- | --- | --- | --- | ---- | --- |
| ISK | Iskra Vinež   |     |     |     |     |     |     |      |     |
| PLO | Plomin        |     |     |     |     |     |     |      |     |
| POL | Polet Snašići |     |     |     |     |     |     |      |     |
| RAB | Rabac         |     |     |     |     |     |     |      |     |
| RAD | Radnik Labin  |     |     |     |     |     |     |      |     |
| ŠUM | Šumber        |     |     |     |     |     |     |      |     |
| UČKA | Učka Čepić    |     |     |     |     |     |     |      |     |
| MLA | Mladost Labin |     |     |     |     |     |     |      |     |
| |               |     |     |     |     |     |     |      |     |
| podebljan rezultat - utakmice od 1. do 7. kola (1. utakmica između klubova) rezultat normalne debljine - utakmice od 8. do 14. kola (2. utakmica između klubova) rezultat nakošen - nije vidljiv redoslijed odigravanja međusobnih utakmica iz dostupnih izvora rezultat smanjen * - iz dostupnih izvora nije uočljiv domaćin susreta prekrižen rezultat - poništena ili brisana utakmica p - utakmica prekinuta 3:0 p.f. / 0:3 p.f. - rezultat 3:0 bez borbe |               |     |     |     |     |     |     |      |     |